# Governació d'Homs
La governació o muhàfadha de Homs (àrab: محافظة حمص, muḥāfaẓat Ḥumṣ) és una de les catorze governacions o muhàfadhes que conformen l'organització politicoadministrativa de la República Àrab de Síria. Està situada a la part central del país. Limita amb les governacions de Tartus, Rif Dimashq, Ar-Raqqa, Hama, Dayr az-Zawr, amb el Regne Haiximita de Jordània i amb la República d'Iraq. La capital d'aquesta governació és la ciutat d'Homs.
Té una superfície de 42.226 quilòmetres quadrats i una població d'1.647.000 habitants (estimacions del 2007). La densitat poblacional d'aquesta governació siriana és de 39 hab/km².